# Мар'їне (маєток Барятинських)
Маєток князів Барятинських «Мар'їне» — палацово-парковий архітектурний комплекс поблизу села Івановське, Рильського району. Комплекс побудований князем І. І. Барятинським у період з 1811 до 1820 роки. Маєток названий на честь двох дружин князя: Марії Франциски Деттон, померлої незабаром після народження дочки, і юної Марії Федорівни Келлер.

## Спорудження та опис
Палац споруджувався для основного місцеперебування княжої сім'ї і був задуманий як символ гідності і величі княжого роду.
Він будувався у період з 1811 по 1820 роки згідно з проектом (1811–1812 років) курського архітектора Карла Івановича Гофмана. Спочатку палац називався Ізбицький будинок, тому що знаходився на березі річки Ізбиця, але пізніше його стали називати «Мар'їне», як і всю садибу, на ім'я другої дружини І. І. Барятинського. Одночасно з будівництвом палацу був розбитий пейзажний парк з регулярною частиною при палаці. На річці Ізбіца влаштований Великий Мар'їнський ставок.
У 1860 році ансамбль садиби доповнила церква, побудована у «візантійському» стилі.
1869–1870 роки увінчалися перебудовою палацу архітектором Карлом Густавовичем Шольцем в стилі неокласицизму за проектом петербурзького архітектора І. А. Монігетті.
Внутрішнє оздоблення палацу вражало розкішшю і пишністю. У роботі над ним брав участь художник А. Ф. Бруні. Свій остаточний вигляд інтер'єр Мар'їнського палацу отримав у 1870-х роках, коли після численних переробок майже втратив риси ампіру.
До цієї пори центром композиції ансамблю є триповерхова будівля палацу з бічними одноповерховими флігелями, що утворюють два господарські двори. Зараз тут збереглася чудова ліпнина стелі, мармурові каміни, первозданний паркет, предмети старовинних меблів. У ландшафтному парку — круглий і овальний ставки з двома острівцями, з'єднані трьома містками. На одному острові — 16-колонна ротонда (княжа купальня), на другому — лютеранська кірха. На околиці маєтку збереглися Палати Мазепи. Сьогодні в садибі знаходиться санаторій Управління справами Президента Росії.

## Історія
Декрет про землю від 7 листопада 1917 року ліквідував дворянське землеволодіння і привілейованість дворянського стану. У роки революції та Громадянської війни багато дворянських садиб зазнали розграбунку та руйнуваннь в тому числі і родовий маєток князів Барятінських. У 1918 році Наркомпрос відрядив сюди спеціальну комісію з метою вивезення творів мистецтва, цінних речей, бібліотеки та архіву. Все це роз'їхалася по різних куточках Росії.
У 1919 — 1922 роки в «Мар'їне» розмістився сільськогосподарський технікум, а з грудня 1922 року в садибі розташовувався будинок відпочинку наркомату оборони, а потім, з 1923 — санаторій ЦВК СРСР в якому залишилися тільки стіни і підлоги.
У 1930-их роках за наказом «всесоюзного старости» М. І. Калініна, який відпочивав на той момент у Івановському, було зруйнувано Покровську церкву маєтку і побудувано на її місці школу. Склеп князів Барятінських під цією церквою перетворено на шкільну котельню та склад вугілля, при цьому фамільна усипальня Барятінських піддалася оскверненню: були знищені дев'ятнадцять княжих гробниць.
У 1940 році будинок відпочинку ліквідували, а в палаці відкрилася школа політруків. Під час Другої світової війни 1941 року Гітлер подарував маєток генералу Гудеріану. Через два роки, при відступі, німці намагались підірвати палац, але зусиллями місцевих партизанів садиба була врятована. Після війни в «Мар'їне» містився спочатку госпіталь, а потім будинок відпочинку для поранених льотчиків.
У жовтні 1952 за сприяння І. В. Сталіна маєток князів Барятінських знову перетворився на санаторій Управління справами ЦК КПРС.
1980 року були розпочаті роботи з капітального ремонту та реставрації «Мар'їне», які планувалося завершити 1995 року. Зі зникненням у 1991 ЦК КПРС, санаторій на 220 осіб опинився на балансі Медичного центру при уряді Російської Федерації, за яким числиться і в даний час.
Зараз у санаторії є діюча домова церква, музей, де відпочивальники можуть познайомитися з історичним минулим і сьогоденням «Мар'їне».

## Галерея

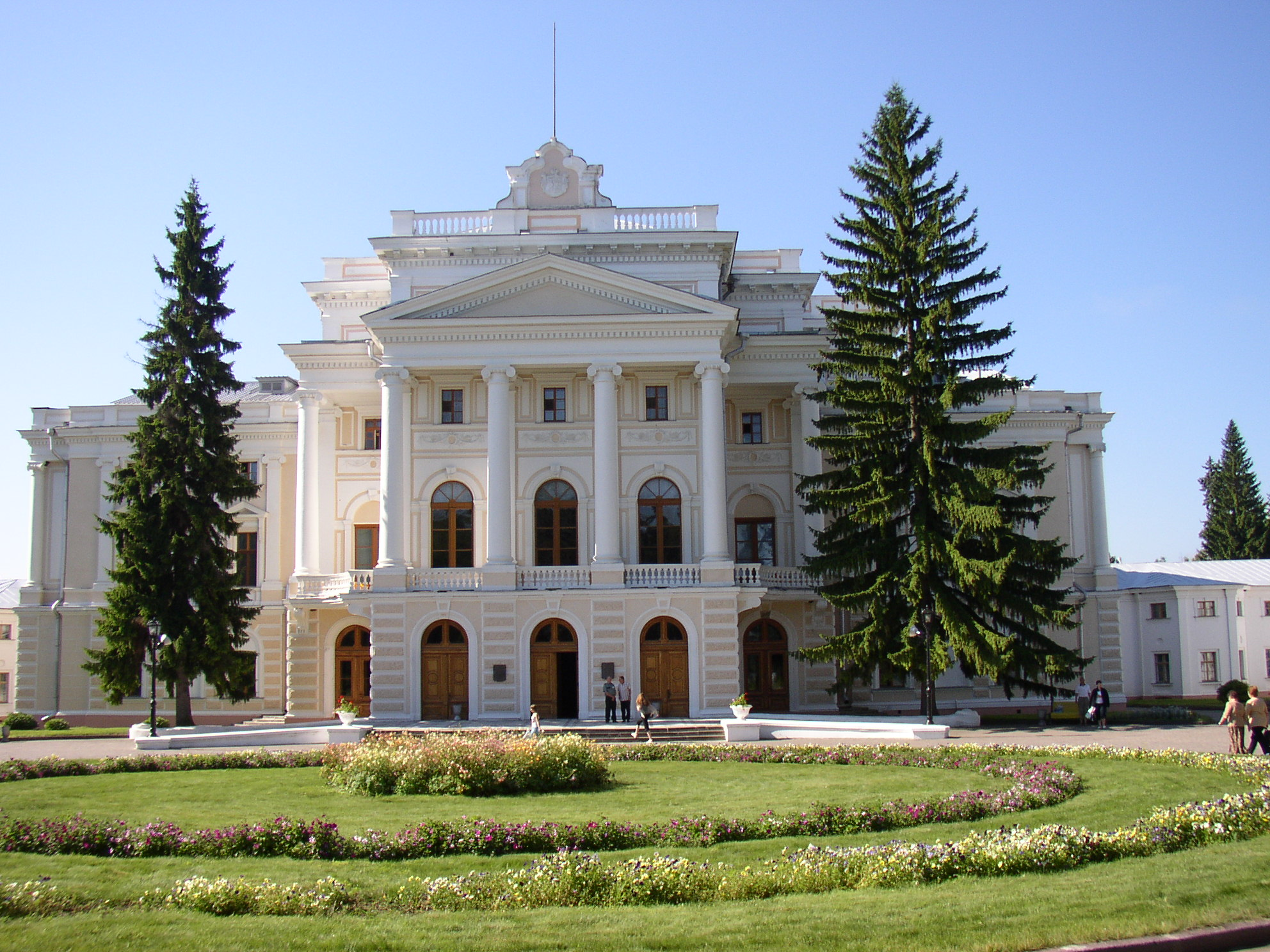
Головний фасад садиби
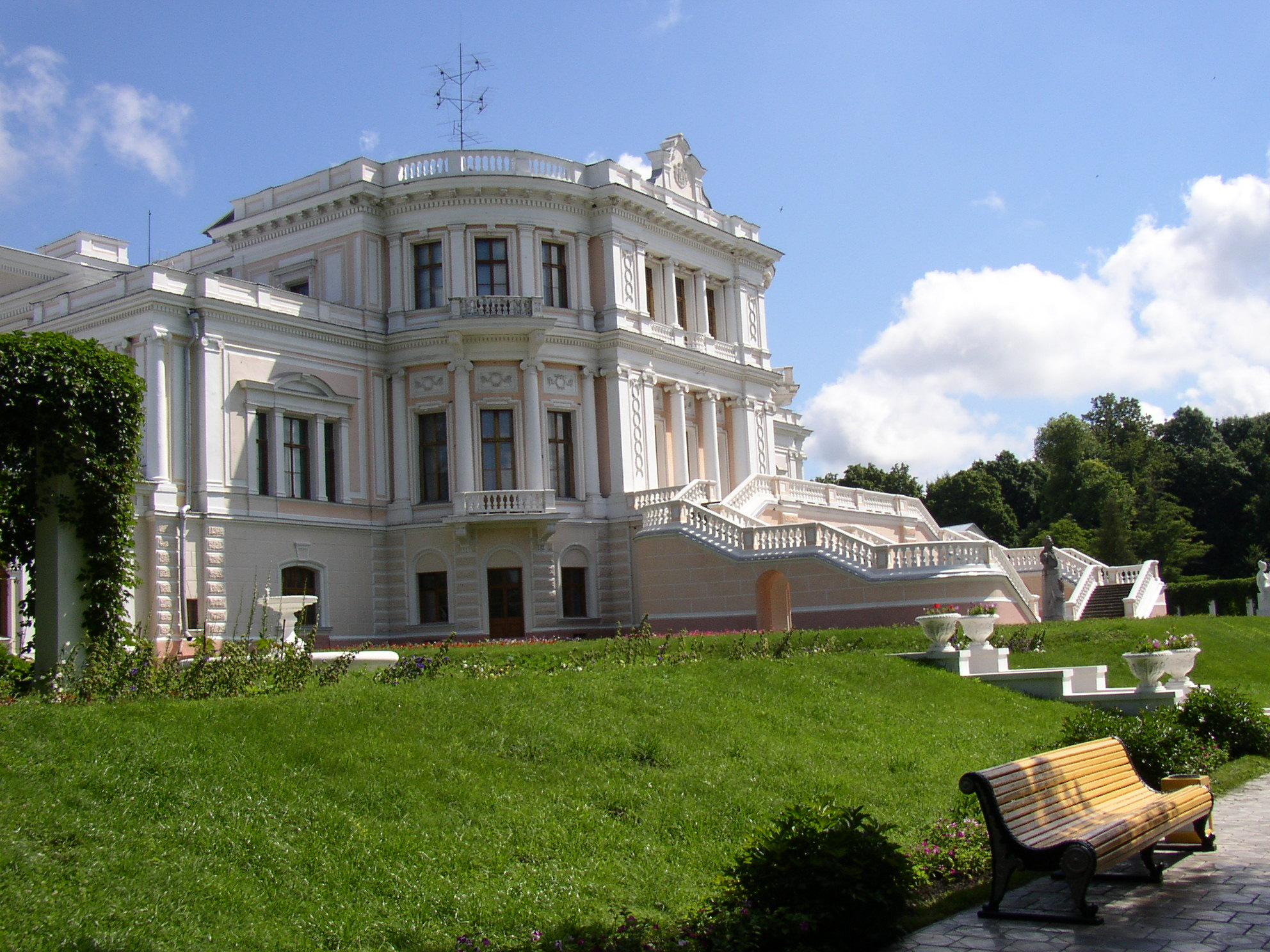
Південний фасад помістя
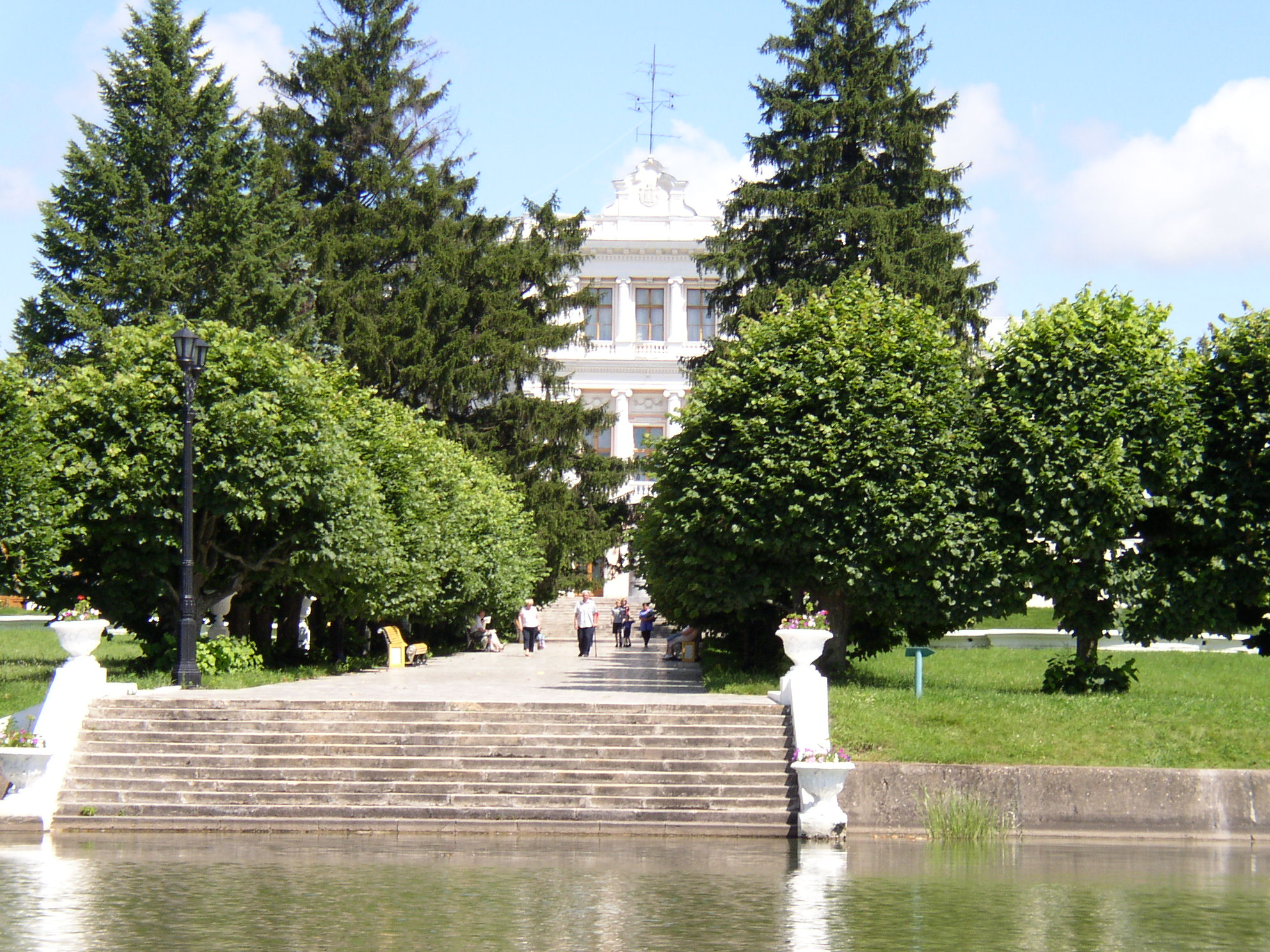
Вигляд зі ставка на південний фасад